# Zemeros indicus
Zemeros indicus är en fjärilsart som beskrevs av Hans Fruhstorfer 1898. Zemeros indicus ingår i släktet Zemeros och familjen Riodinidae. Inga underarter finns listade i Catalogue of Life.